# Sara Johansson (handbollsspelare)
Sara Margareta Johansson, född 2 oktober 1992 i Lindesberg, är en svensk handbollsspelare. Hon är vänsterhänt och spelar som högernia i anfall.

## Klubblagskarriär
Johansson började spela handboll i unga år för Lindeskolans IF som alltså är  hennes moderklubb. Hon hamnade sedan i Örebro som 2009 spelade i division 1. Örebro kom sen att spela i allsvenskan (de två division 1-serierna blev en allsvenska) och 2011 gick Örebro upp i elitserien. Man tog bara en poäng under spelåret och det blev nedflyttning direkt. Flera spelare i Örebro följde den gamla Örebrotränaren Malin Lake till Skövde HF så gjorde också Sara Johansson, som sedan  spelade för Skövde HF i elitserien sedan 2012. Hon blev kvar under 5 säsonger. Men Sara Johansson stod lite i skuggan av Anna-Maria Johansson som hela tiden varit startspelare, men säsongen 2016/2017 tar Sara Johansson över som startspelare. Efter en bra säsong i Skövde HF blev Sara Johansson proffs i danska Randers HK. Proffsäventyret blev bara en säsong och till säsongen 2018-2019 återvänder Sara Johansson till Magnus Frisk som tränare. Men nu spelar hon i en annan klubb Skara HF. Hon förbättrade sitt spel i Skara och säsongen 2021/2022 kom hon på sjunde plats i SHE:s skytteliga och 2022/2023 på en femteplats. Säsongen 2022/2023 blev hon även uttagen i SHE:s All star team som bästa högernia.

## Landslagskarriär
Johansson kvalificerade sig till ungdomslandslaget och spelade bland annat i det U18-landslag  som vann VM-guld 2010. 2018 blev Sara Johansson uttagen i ligalandslaget. Hon spelade fyra landskamper i en landslagsturnering i Sydkorea 2018. 30 år gammal blev hon uttagen som vänstersexa i truppen till EM 2022, vilket blev hennes mästerskapsdebut.